# Округ Гладвин (Мичиген)
Округ Гладвин (енгл. Gladwin County) је округ у америчкој савезној држави Мичиген.

## Демографија
По попису из 2010. године број становника је 25.692, што је 331 (-1,3%) становника мање него 2000. године.
| Група             | 2000.          | 2010.          |
| Белци             | 25.256 (97,1%) | 24.904 (96,9%) |
| Афроамериканци    | 35 (0,1%)      | 60 (0,2%)      |
| Азијати           | 69 (0,3%)      | 76 (0,3%)      |
| Хиспаноамериканци | 249 (1,0%)     | 310 (1,2%)     |
| Укупно            | 26.023         | 25.692         |